# Ратьков-Рожнов, Николай Александрович
Николай Александрович Ратьков-Рожнов (январь 1826 — 18 ноября 1917, Москва) — русский флотоводец, герой Крымской войны, вице-адмирал (1886).

## Биография
Старший сын капитан-лейтенанта Александра Сергеевича Ратькова (1785–после 1860) и его супруги, дочери премьер-майора, Пелагеи Алексеевны Рожновой (1802–после 1860). В 1860 году Александр Ратьков получил высочайшее дозволение присоединить к своей фамилии фамилию супруги, так как её род угас в мужском колене, и впредь именоваться Ратьковым-Рожновым. Ту же фамилию приняли их шестеро сыновей и дочь. По другой версии, именно Николай Ратьков-Рожнов подал прошение императору Александру II. 
Семейная усадьба Ратьковых-Рожновых располагалась в окрестностях города Кинешмы (в тогдашнем Кинешемском уезде Костромской губернии).
Николай Александрович получил образование в Морском кадетском корпусе в Санкт-Петербурге, где ранее учился его отец. В годы Крымской войны служил офицером на пароходофрегате «Гремящий» участвовал в боевых действиях на Балтийском море против британского флота в районе Свеаборга и Кронштадта. 
В 1859 году стал командиром клипер «Разбойник», на котором совершил морской переход из Балтийского моря через Индийский океан в Тихий океан. Целью перехода было выполнение разведывательной задачи — выяснить, что именно происходит в Китае, где бушевало Тайпинское восстание. 
В дальнейшем служил в судебном ведомстве военно-морского флота. Был произведён в контр-адмиралы (1879), а затем в вице-адмиралы (1886). 
При жизни был известен как публицист, свои статьи публиковал преимущественно в профильном журнале «Морской сборник».
Скончался в ноябре 1917 года в возрасте более 90 лет и был похоронен на Новодевичьем кладбище в Москве (могила сохранилась).

## Семья
Младший брат — Владимир Александрович Ратьков-Рожнов (1834—1912),  предприниматель, сенатор, действительный тайный советник.
Племянник (сын младшего брата Геннадия) — Александр Геннадиевич Ратьков-Рожнов (1858—1930), общественный деятель и политик, член IV Государственной думы, эмигрировал. 
Жена — Ольга Яковлевна (1836 — после 1917), дочь адмирала Якова Ананьевича Шихманова  (1796—1877). Ее сестра Вера вышла замуж за Владимира Ратькова-Рожнова. 
Дети:
- Пелагея Николаевна (Коленкина; 1858—?). Ее муж — Александр Иванович Коленкин (1851—?), генерал-лейтенант, заместитель начальника Отдельного корпуса пограничной стражи[1]. Их судьба после революции неизвестна.
- Александр Николаевич (1859 — ок. 1940). Его жена — Зинаида Владимировна Ратькова-Рожнова, урождённая Философова (1870–1966), дочь В. Д.Философова (1820—1894), главного военного прокурора Российской империи. Уезжая из России в 1918 году, оставили Третьяковской галерее всю семейную коллекцию картин Философовых-Ратьковых-Рожновых, в числе которой были работы А. Г. Венецианова, В. А. Серова, И. И. Левитана.
- Вера Николаевна (Похвиснева; 1862—1932). Ее муж — Эммануил Борисович Похвиснев (1860–1923), генерал-лейтенант[2], скончался в Москве. Их дочь — Ольга  Эммануиловна Похвиснева (в замуж. Кострицына; 1888–1942).
- Анфиса Николаевна Ратькова-Рожнова (27.12.1863—1944). Похоронена рядом с отцом на старом участке Новодевичьего кладбища.
- Елена Николаевна (Шлейфер; 1865/7—1954, Рим). Ее муж — скульптор, статский советник Николай Георгиевич Шлейфер (1864 — 1940)[3]. В эмиграции проживали в Риме.
- Надежда Николаевна (Мазурова; 1872—1915). Ее муж — Леонид Николаевич Мазуров (1869–после 1928), брат Г. Н. Мазурова (1867 — 1918), генерал-майора флота, действительный статский советник, начальник Кишинёвского почтово-телеграфного округа. После Октябрьской революции — в Вооруженных силах Юга России. Эмигрировал в 1920 году. Их дочь — Ольга Леонидовна Мазурова (в замуж. Берлинская; 1895–1919), была обвинена в «контрреволюционном заговоре» и расстреляна в Петрограде в 1919 во время Красного террора[4], сын — Леонид Леонидович Мазуров (род. 1909), участник Великой Отечественной войны, попал в плен в 1943 году, погиб[5][6].
- Николай Николаевич (1873—1961), выпускник Пажеского корпуса и Михайловского артиллерийского училища, полковник гвардейской артиллерии. В эмиграции сначала в Болгарии, затем — во Франции[1].